# Globi di Coronelli

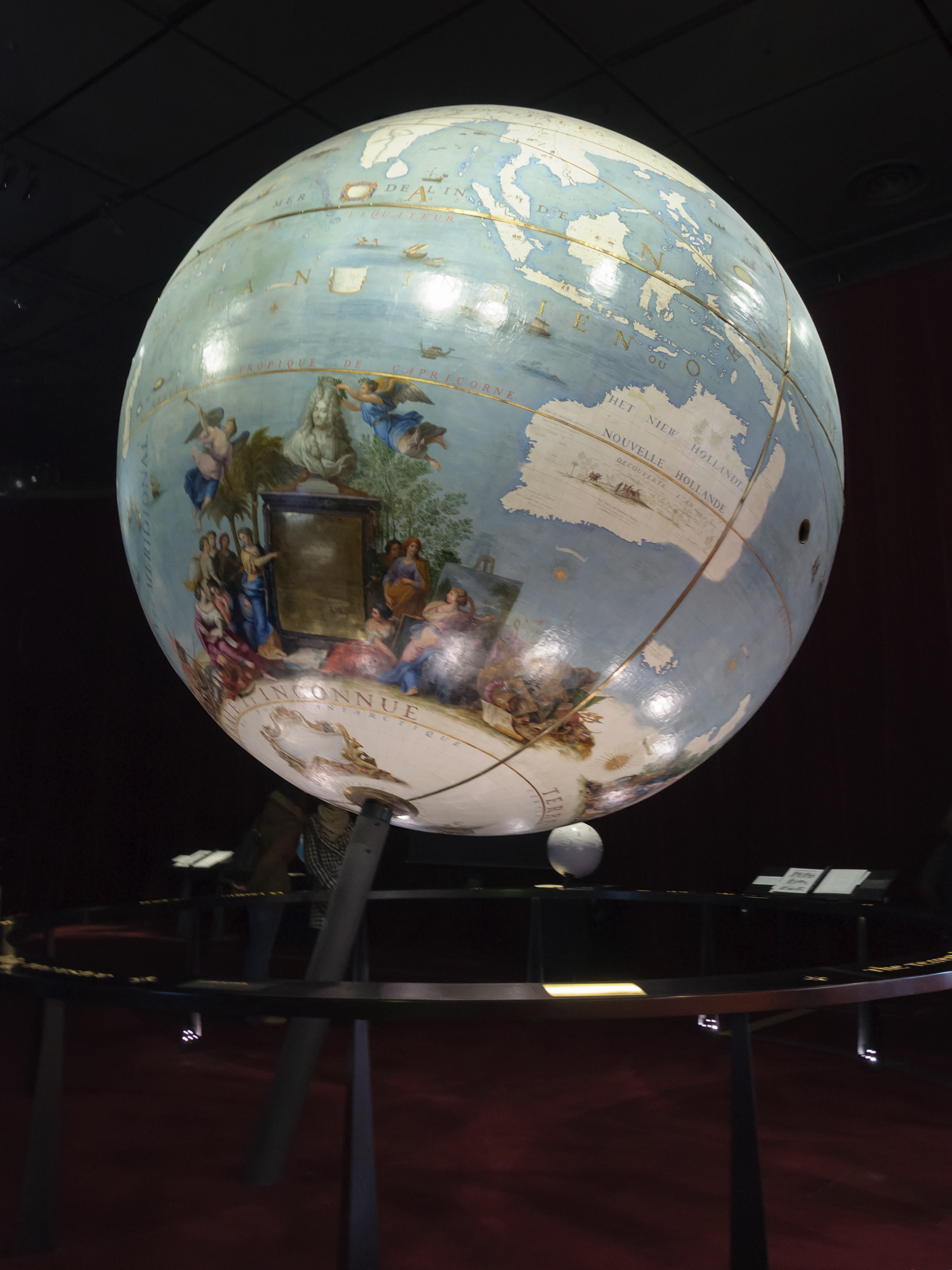
Globo terrestre di Coronelli, Biblioteca nazionale di Francia.

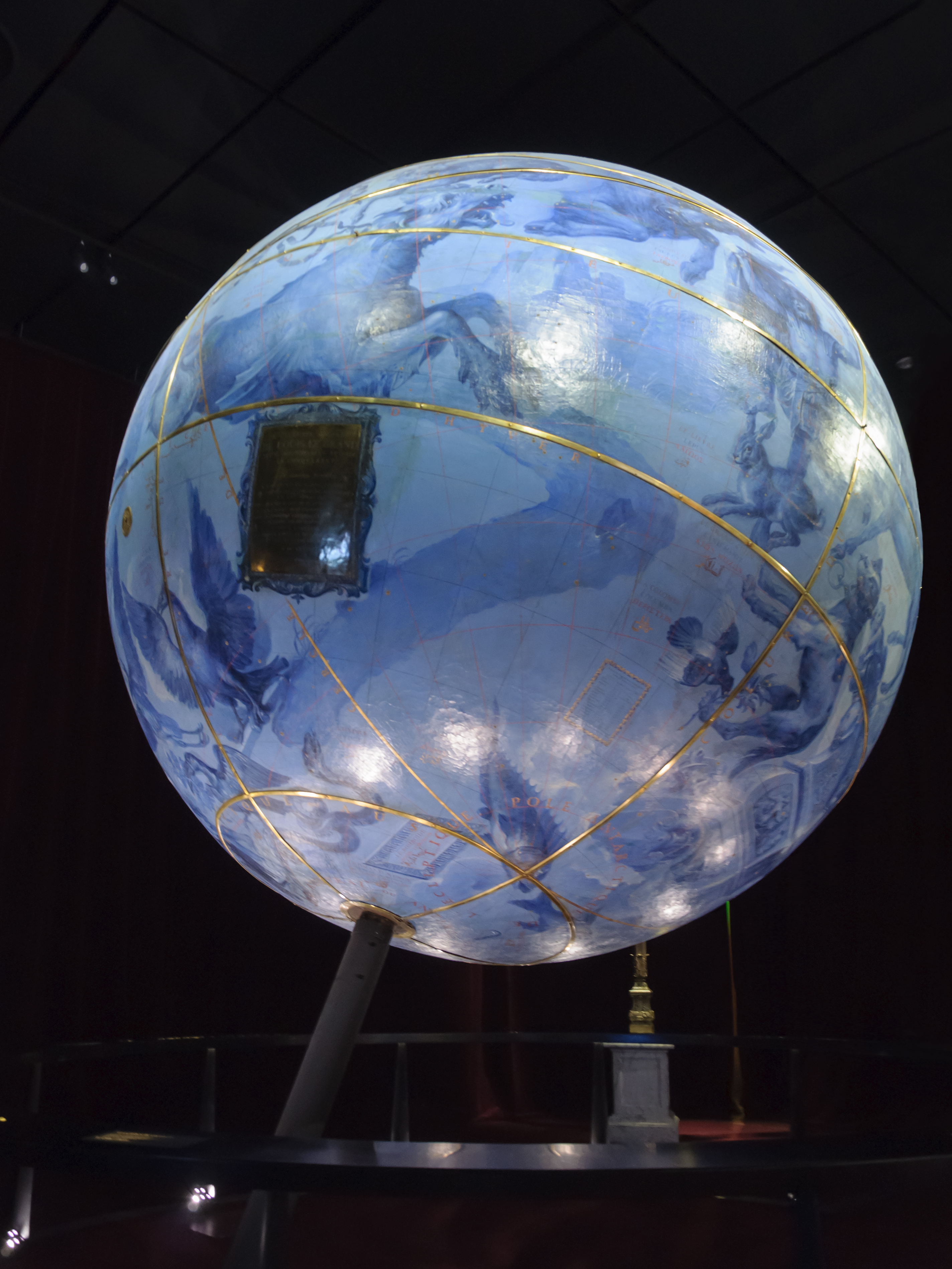
Globo celeste di Coronelli, Biblioteca nazionale di Francia.

I Globi di Coronelli, o Globi di Marly, sono una coppia di grandi globi (con una mappa del pianeta l'uno e della volta del cielo l'altro) realizzati da Vincenzo Coronelli e offerti a Luigi XIV alla fine del XVII secolo. Il globo terrestre presenta lo stato delle conoscenze europee (durante il decennio 1670-80) della geografia e delle civiltà indigene dei tre continenti in via di scoperta ed esplorazione: Asia, Africa, America; il globo celeste rappresenta lo stato del cielo alla nascita del re francese. Grandi all'incirca 4 metri di diametro e pesanti circa 2 tonnellate ciascuno, questi due globi costituiscono una preziosa fonte di informazioni sulle conoscenze scientifiche della fine del XVII secolo sulla geografia e l'astronomia. La loro creazione fu finanziata dal cardinale d'Estrées, che li offrì a Luigi XIV.
Pur appartenendo da sempre alle collezioni della Biblioteca Nazionale di Francia a Parigi, solo di recente i due globi sono passati al Dipartimento Mappe e Planimetrie (Département des cartes et plans de la Bibliothèque nationale de France): in occasione della presentazione permanente al pubblico nel 2006 sono stati inventariati sotto i numeri Ge A 499 per il globo celeste, e Ge A 500 per il globo terrestre.

## Storia
I globi furono finanziati dal cardinale d'Estrées con l'intento di offrirli al re di Francia Luigi XIV, di cui era ambasciatore presso la Santa Sede. Il Cardinale era infatti rimasto molto colpito dai globi di un metro e cinquanta di diametro realizzati nel 1678 per Ranuccio II, duca di Parma, dal cartografo italiano Vincenzo Coronelli, «il più grande globaio di tutti i tempi». Furono fabbricati a Parigi dal 1681 al 1683, probabilmente presso l'Hôtel de Lionne (edificio oggi non più esistente) dallo stesso Vincenzo Coronelli, che per l'occasione si recò nella capitale francese. Fu ospitato all'Hôtel d'Estrées, in rue Barbette. I mobili da presentazione furono realizzati da Jules Hardouin-Mansart e dall'inglese Michael Butterfield.
Sebbene destinati ad adornare la Reggia di Versailles, rimasero a Parigi in attesa di una soluzione architettonica per esporli permanentemente. Una volta completati nel 1683 furono installati presso l'Hôtel de Lionne, vicino a rue de Richelieu. Nel 1690 venne menzionato un progetto per una mostra nella piccola Orangerie di Versailles, ma non fu mai realizzato. Furono infine installati a Marly nel 1703, da cui il nome “Globi di Marly”. Nel castello di Marly, dove Mansart aveva allestito due padiglioni appositamente per presentare queste opere di grandi dimensioni, i globi impressionarono i visitatori, come la regina Anna d'Inghilterra che li scoprì il 12 agosto 1704 durante una visita alla corte di Luigi XIV. Le colonne e le basi vennero realizzate in questo periodo. Nel 1704, Philippe de La Hire pubblicò una descrizione dei globi (BNF, V 20 754).
Nel 1710 due raccolte di manoscritti furono redatte da François Le Large, custode del globo terrestre, una sulle iscrizioni, l'altra sulle figure (BNF, Fr 13 365 e Fr 13 366).
I globi lasciarono Marly nel 1715 per essere conservati smontati a Parigi, nel Palazzo del Louvre. Nel 1717 fu avviato un progetto per installare i globi presso la Biblioteca Reale (rue de Richelieu), dove furono trasferiti nel 1722. Nel 1731 Robert de Cotte costruì il Salon des Globes al piano terra dell'ala Cotte. Nel 1777 fu presentato un progetto per ricomporre i globi nel salone disegnato da Robert de Cotte, ma furono esposti solo nel 1782. Nel suo commento al progetto della Biblioteca reale, pubblicato nel 1754 su l'Architecture françoise ("L'architettura francese"), Jacques-François Blondel fu sorpreso dalla questione: 
Nel 1849 il comitato consultivo della Biblioteca Nazionale chiese il trasporto dei globi a Versailles. Nel 1875 i Globi di Coronelli furono il fulcro della mostra sulla storia della geografia della Biblioteca, accessibile a un pubblico più vasto di quello dei lettori della Biblioteca Nazionale, .
Nel 1900 i globi e le basi vennero imballati e l'anno successivo lasciarono la Biblioteca in seguito alla scomparsa della Sala dei Globi, il cui spazio fu incluso nel perimetro della futura sala di lettura pubblica (la sala ovale). I globi furono temporaneamente inviati al “Deposito dei Marmi” (Dépôt des marbres de la rue de l’Université; "via dell'Università").
Nel gennaio 1914 fu avviato un progetto per installare i globi nell'ala sinistra del Palazzo di Versailles. Tra il gennaio e l'aprile 1915, in seguito ad un accordo tra Homolle, amministratore della BNF e Nolhac, curatore di Versailles, le sfere furono smontate, separate in due e poste in scatole. I globi furono conservati presso l'Orangerie di Versailles in attesa di essere presentati ai visitatori nell'ala sinistra. Durante la Grande Guerra i globi caddero in oblio e le chiavi che aprivano le casse di stoccaggio furono perse.
Il progetto di sviluppo di Versailles fu abbandonato nel 1921, dato lo sviluppo di uffici nell'ala che li avrebbe ospitati.
Nel 1964 R. Perchet, direttore generale dell'architettura, propose di collocare i Globi di Coronelli nella navata della grande scuderia di Versailles. Nel 1967 Edmond Pognon, curatore capo del Dipartimento Mappe e Planimetrie, propose in occasione del Congresso Internazionale di Storia della Scienza (Congrès international d’histoire des sciences) una mostra che mettesse in risalto i globi nella grande scuderia, ma non fu realizzata per mancanza di fondi. Nel 1968 venne proposto un progetto espositivo per la “Fiera dell'Antiquariato” (Salon des Antiquaires) tenutasi al Grand Palais di Parigi.
Nel 1970 Pognon propose a M. Lebelle, consigliere tecnico del Ministero degli Affari Culturali, due sedi espositive: il maneggio delle Grandes écuries o i due “sesti padiglioni” di Marly. Nel 1974 fu proposto un nuovo progetto di installazione, ma questa volta all'Osservatorio di Parigi (rotonde est ed ovest).
I due globi furono restaurati e presentati in occasione della mostra di cartografia Cartes et Figures de la Terre al Centro nazionale d'arte e cultura Georges-Pompidou dal 24 maggio al 17 novembre 1980. In questa occasione i globi vennero trasportati dall'esercito con quattro veicoli portacarri dai magazzini dell'Orangerie di Versailles al Beaubourg. I lavori di restauro durarono sessanta giorni e iniziarono a Versailles, dopodiché proseguirono al Beaubourg, sotto la direzione di Michel Morel. All'apertura delle casse, Morel notò che i globi avevano un aspetto grigiastro, uno strato di polvere accumulatosi durante la loro esposizione alla Biblioteca tra il 1782 e il 1901. Lo spesso vello in cui erano conservati li aveva protetti da ulteriore accumulo di polvere; questa protezione venne però in parte distrutta.
Dopo l'esposizione, i globi furono nuovamente conservati a Versailles per poi essere trasferiti alla Città delle scienze e dell'industria della Villette. A partire dal marzo 1982 furono esposti prima nella “Sala delle Pecore”, poi nella quarta campata della Città della Scienza e Industria. Nel 1994 fu proposto un progetto per installare i globi al piano terra della Bibliothèque Nationale de France, nella sede François-Mitterrand. Un altro progetto espositivo, questa volta al museo di Marly, fu proposto nel 1995. Nel 1998 furono realizzati una campagna fotografica dalla BNF e un film per il canale Arte (regia di Joubert). Nel 1999 la BNF ha prodotto un'edizione su CD-ROM, intitolata Les Globes de Louis XIV.
I globi furono esibiti, su cavalletti, durante l'Esposizione Universale di Hannover del 2000, senza lasciare Parigi: furono infatti presentati nei loro depositi parigini su richiesta degli organizzatori dell'esposizione, che non avevano ottenuto il diritto di esporli in Germania.
Nel 2004 fu proposto un nuovo progetto per installare i globi senza basi in uno dei padiglioni della sede François-Mitterrand della BNF. Furono esposti, senza mobili, al Grand Palais nel settembre 2005 per celebrare il completamento della ristrutturazione e la riapertura al pubblico; i globi furono visibili dal 17 settembre al 2 ottobre.
Il 4 ottobre 2005 i globi furono trasferiti nella sala ovest della sede François-Mitterrand della BNF. Entrambi i globi ricevettero una classificazione che ne consente la referenziazione: Ge A 499 e Ge A 500. Nell'autunno del 2005 iniziarono le operazioni di restauro dei due globi, l'installazione di colonne, basi d'appoggio, tavola d'orizzonte ed elementi in bronzo nella riserva fondiaria della sede François-Mitterrand. Nella primavera del 2006 fu inaugurato lo spazio permanente per i Globi di Coronelli e dal 4 ottobre 2006 sono esposti nell'ala ovest della Biblioteca François-Mitterrand, senza i loro mobili. L'assenza dei mobili è dovuta all'altezza e al peso dell'insieme.
Nel febbraio 2008 è stata emessa una serie di francobolli dedicati ai “Globi di Luigi XIV”. Il 21 e 22 marzo 2007 si è svolta una conferenza dedicata a Coronelli (Colloque Coronelli) sotto la direzione di Hélène Richard, direttrice del Dipartimento Mappe e Planimetrie della BNF, i cui atti sono stati pubblicati nel 2012.

## Descrizione dei globi
Le due sfere, una terrestre e l'altra celeste, misurano 387 centimetri di diametro e pesano circa 2 tonnellate ciascuna. Il diametro raggiunge i 487 centimetri includendo i meridiani e i cerchi (mobili) dell'orizzonte. La struttura è in legno (probabilmente quercia), ricoperta di tela. Ogni globo è dotato di due portelli: uno per l'ispezione e uno per la ventilazione.
Anche i mobili per la presentazione dei globi sono di grandi dimensioni, portando il tutto a più di 8 metri di altezza. Ogni mobile in bronzo e marmo pesa più di quindici tonnellate.

## Descrizioni delle illustrazioni

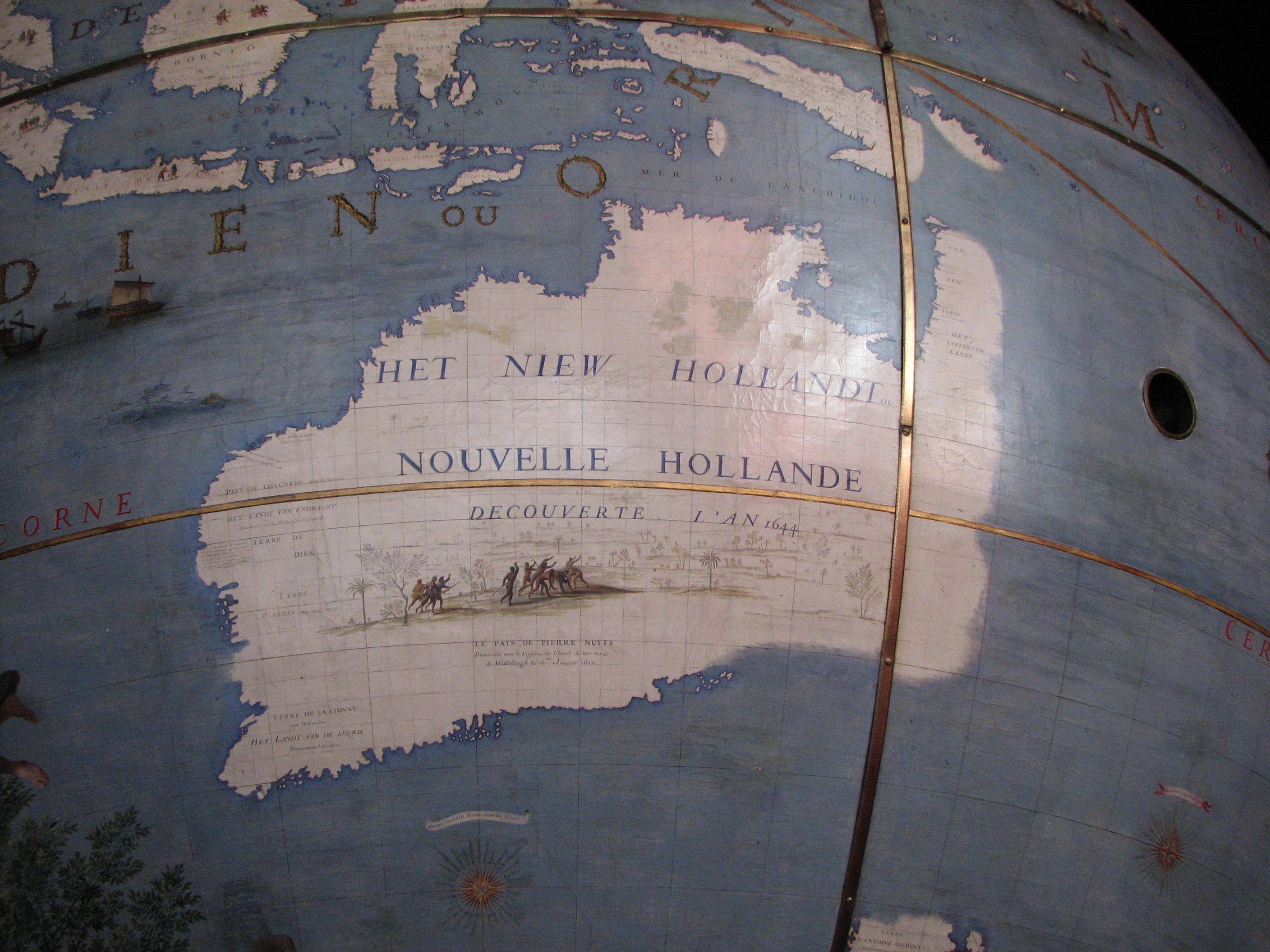
Rappresentazione dell'Australia (Nuova Olanda) di Coronelli.

La superficie dei due globi è pari a una volta e mezza le Nozze di Cana di Paolo Veronese, ovvero più di 100 m².
Jean-Baptiste Corneille fu uno dei pittori che lavorarono alla parte illustrata dei globi.
Il globo terrestre presenta le conoscenze geografiche dell'epoca e la California è ancora rappresentata come un'isola. Presenta più di 600 caselle di testo esplicative, a volte piuttosto lunghe, come quella intitolata Mœurs des peuples du Chili ("Costumi dei popoli del Cile"). Questi testi e le planimetrie geografiche furono affidati a specialisti. Il percorso del Mississippi venne affidato a Jean-Baptiste Franquelin, cartografo risiedente nel Québec, e al Cavelier de La Salle, esploratore di questi territori.
Il globo celeste rappresenta lo stato del cielo alla nascita di Luigi XIV. Dipinte e miniate da Jean-Baptiste Corneille, le costellazioni sono rappresentate sotto forma di animali fantastici, stelle e pianeti, tutti nei toni del blu. I nomi delle costellazioni sono indicati in quattro lingue: francese, latino, greco antico e arabo. Sette stelle hanno esclusivamente nomi arabi. Il globo indica anche il percorso di alcuni corpi celesti nel corso del XVII secolo, tra cui diverse comete.
Oggi disponiamo ancora dei testi completi delle numerose caselle di testo descrittive grazie a François Le Large, un custode che all'inizio del XVIII secolo copiò tutte le iscrizioni che compaiono sui globi. Questi documenti furono preziosi durante il restauro effettuato prima della mostra al Beaubourg nel 1980.
I globi esposti al Grand Palais

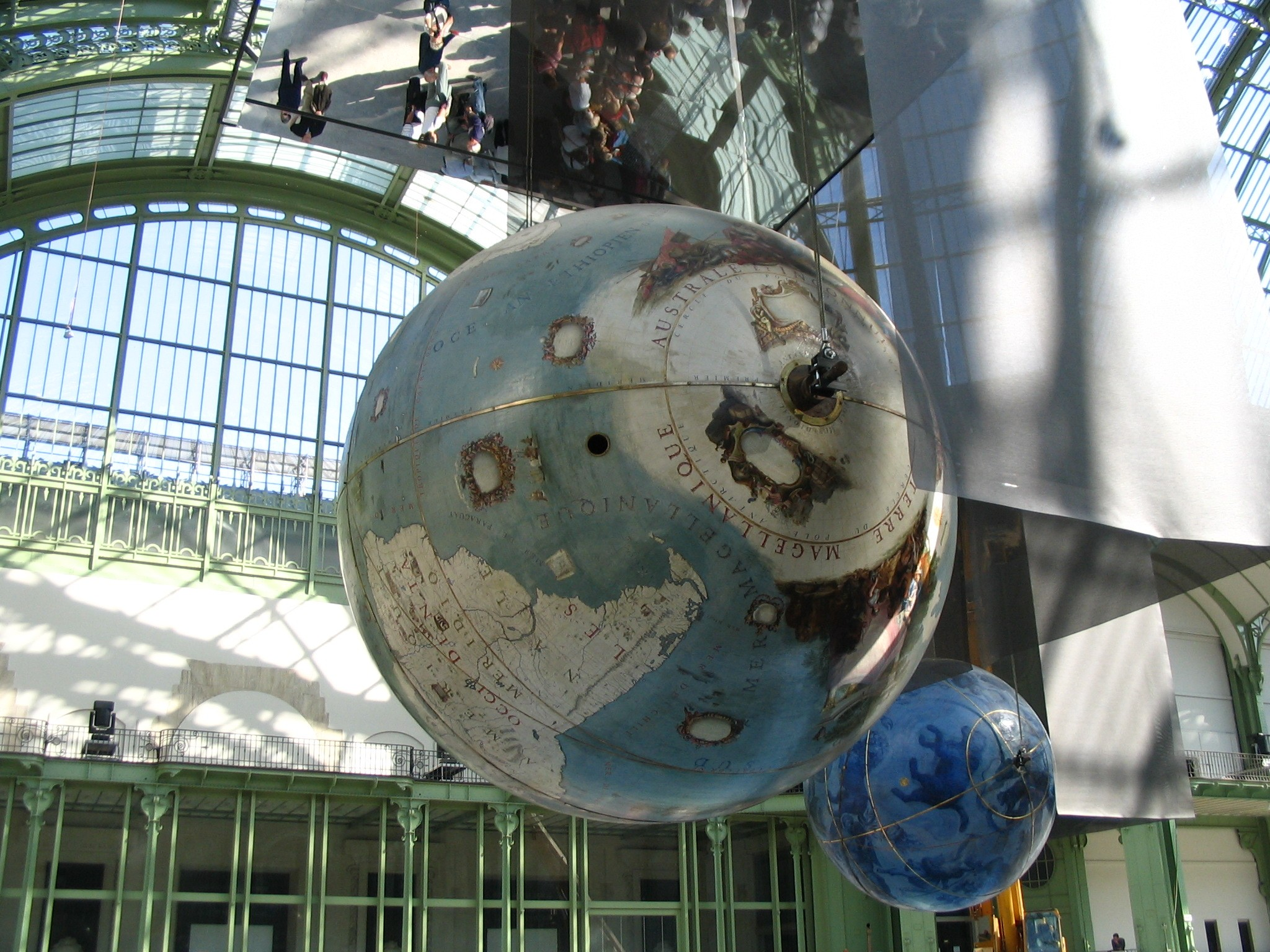
Globo terrestre
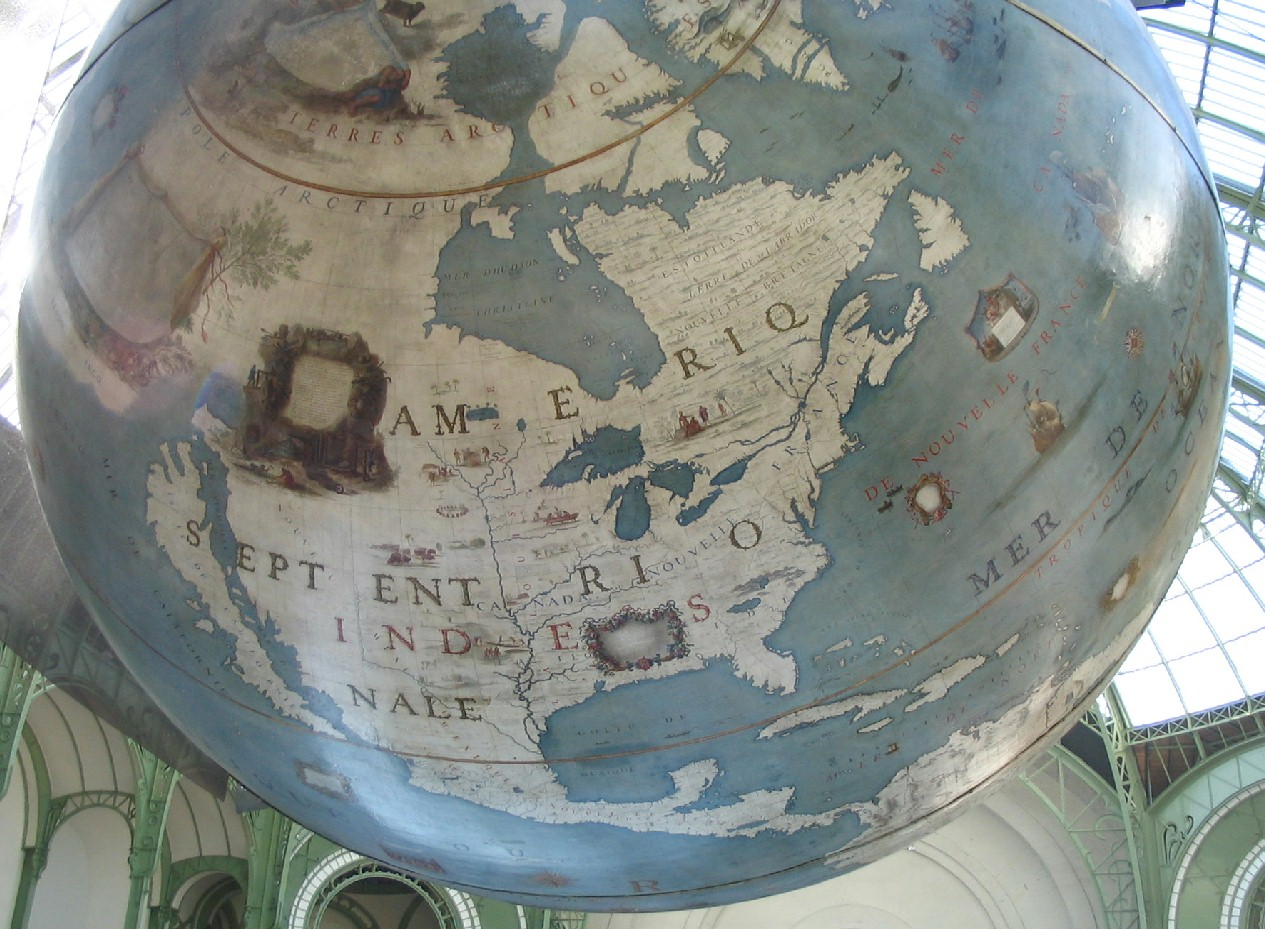
Dettaglio dell'America del Nord
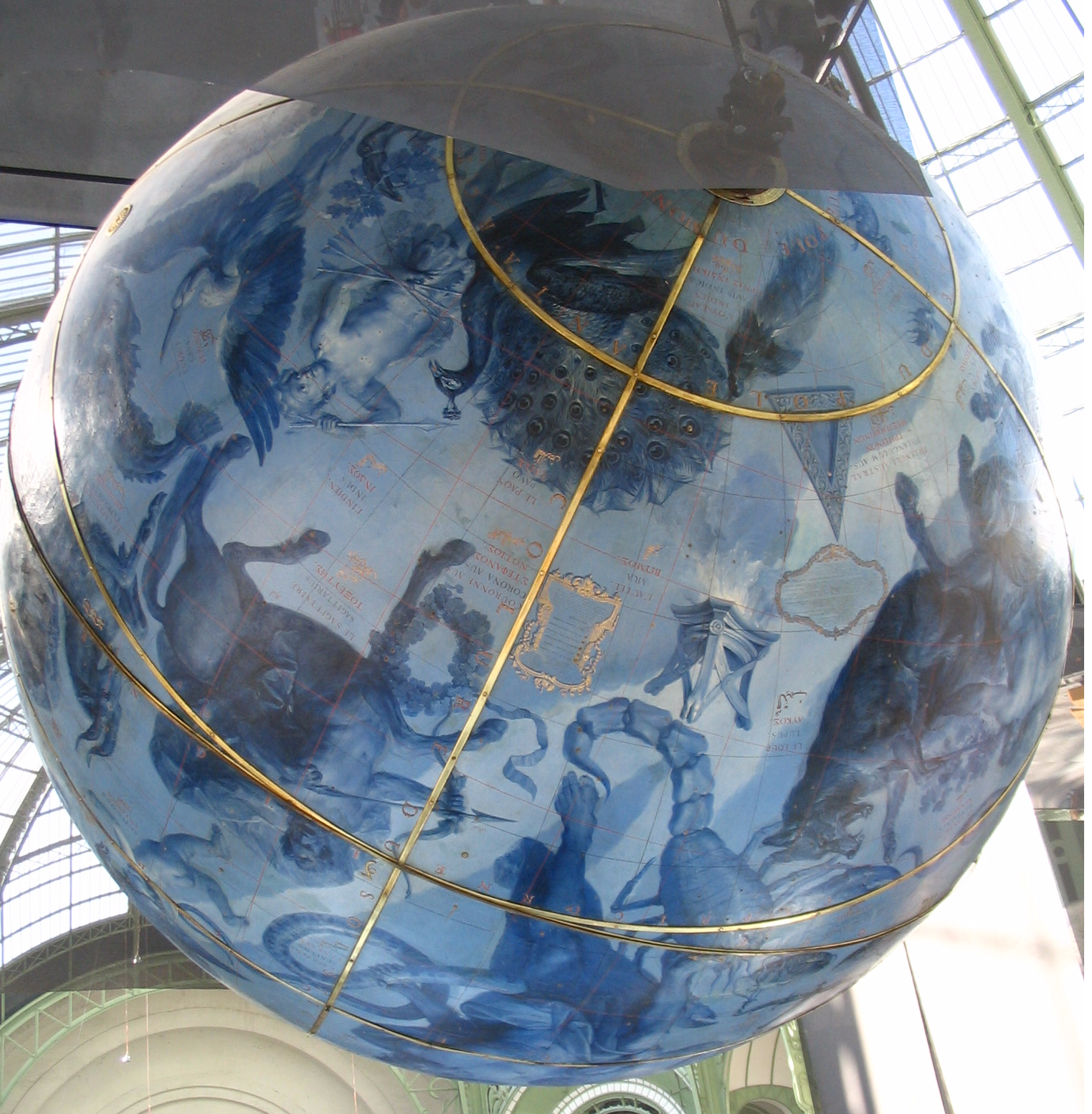
Globo celeste
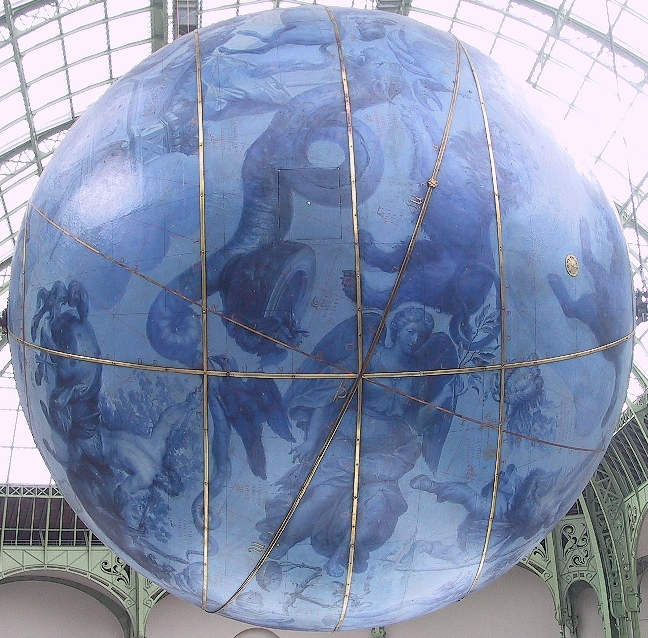
Globo celeste